# Stéphanie Bouvier
Pour le personnage de fiction, voir Soda (série télévisée)#Personnages principaux.
Pour les articles homonymes, voir Bouvier.
Stéphanie Bouvier, née le 15 novembre 1981 à Dijon, est une patineuse de patinage de vitesse sur piste courte française. Elle a participé aux Jeux olympiques d'hiver de 2006 à Turin après avoir pris part aux Jeux olympiques d'hiver de 2002 à Salt Lake City. Elle a arrêté sa carrière après les Jeux olympiques d'hiver de 2010 à Vancouver.

## Palmarès

### Jeux olympiques
- 18e sur 500 m, 12e sur 1 000 m, 11e sur 1 500 m à Salt Lake City en 2002
- 20e sur 1 000 m, 5e en relais à Turin en 2006
- 13e sur 1 000 m à Vancouver en 2010

### Championnats du monde
- Médaille de bronze en relais en 2005

### Championnats d'Europe
- Médaille d'or sur 1 500 m en 2007
- Médaille d'argent au général en 2003 et 2007
- Médaille d'argent sur 1 500 m en 2003 et 2009
- Médaille d'argent en relais en 2005 et 2006
- Médaille d'argent sur 3 000 m en 2003, en 2005 et 2007
- Médaille d'argent sur 1 000 m en 2006 et 2009
- Médaille de bronze sur 500 m en 2001 et en 2003
- Médaille de bronze sur 1 000 m en 2007
- Médaille de bronze sur 3 000 m en 2001 et en 2006
- Médaille de bronze au général en 2001 et en 2009

### Championnats de France Elite
- Médaille d'or sur 1 500 m en 2005
- Médaille d'or sur 1 000 m en 2005
- Médaille d'or sur 1 500 m en 2005
- Médaille d'or au général en 2005 et 2007